# Casamaures

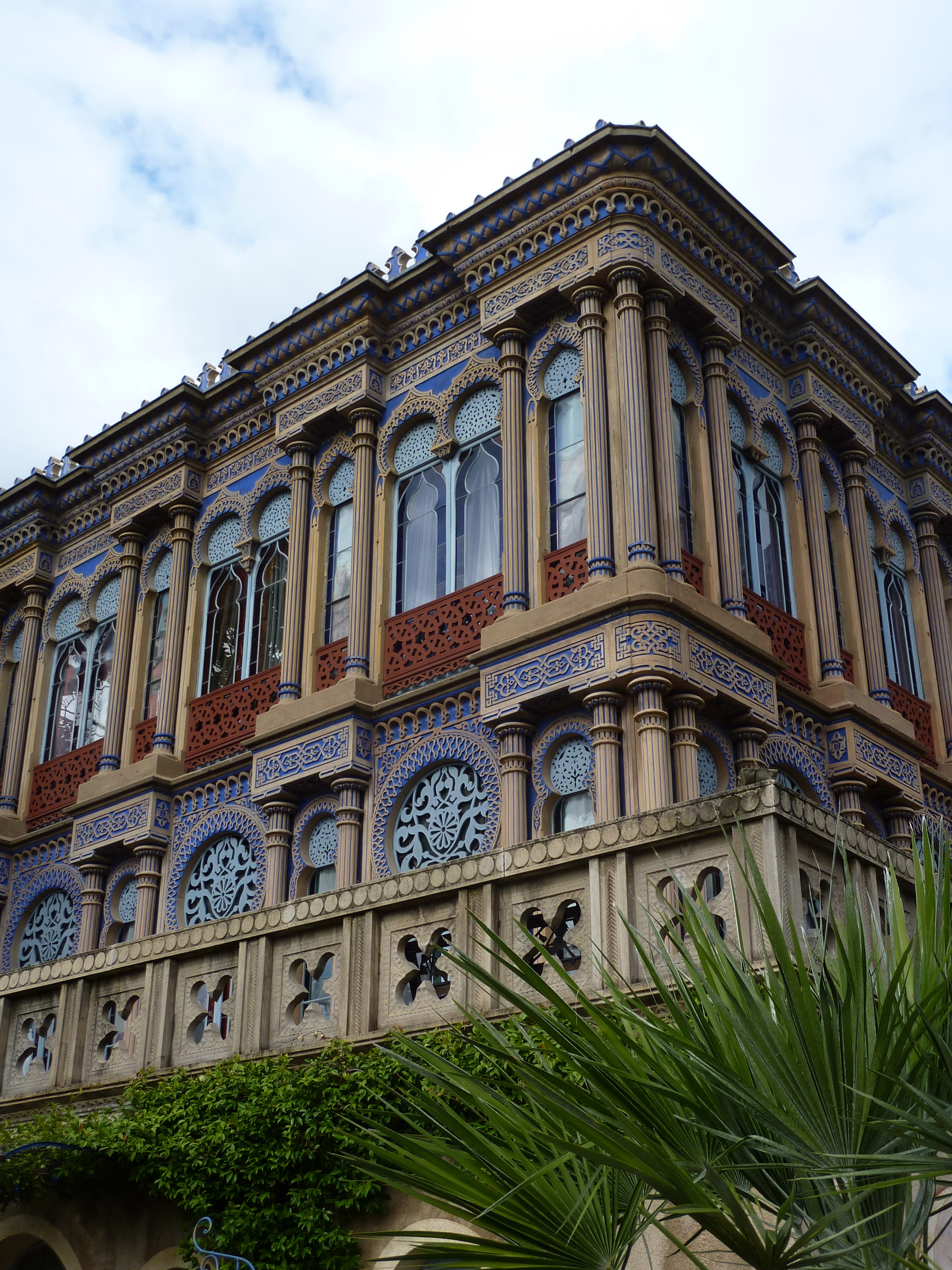
Estilo mourisco de La Casamaures.

La Casamaures é uma vila histórica do século XIX, na comuna de Saint-Martin-le-Vinoux perto de Grenoble, no departamento de Isère, na região francesa de Auvergne-Rhône-Alpes. Um monumento histórico francês classificado, encontra-se em restauração.

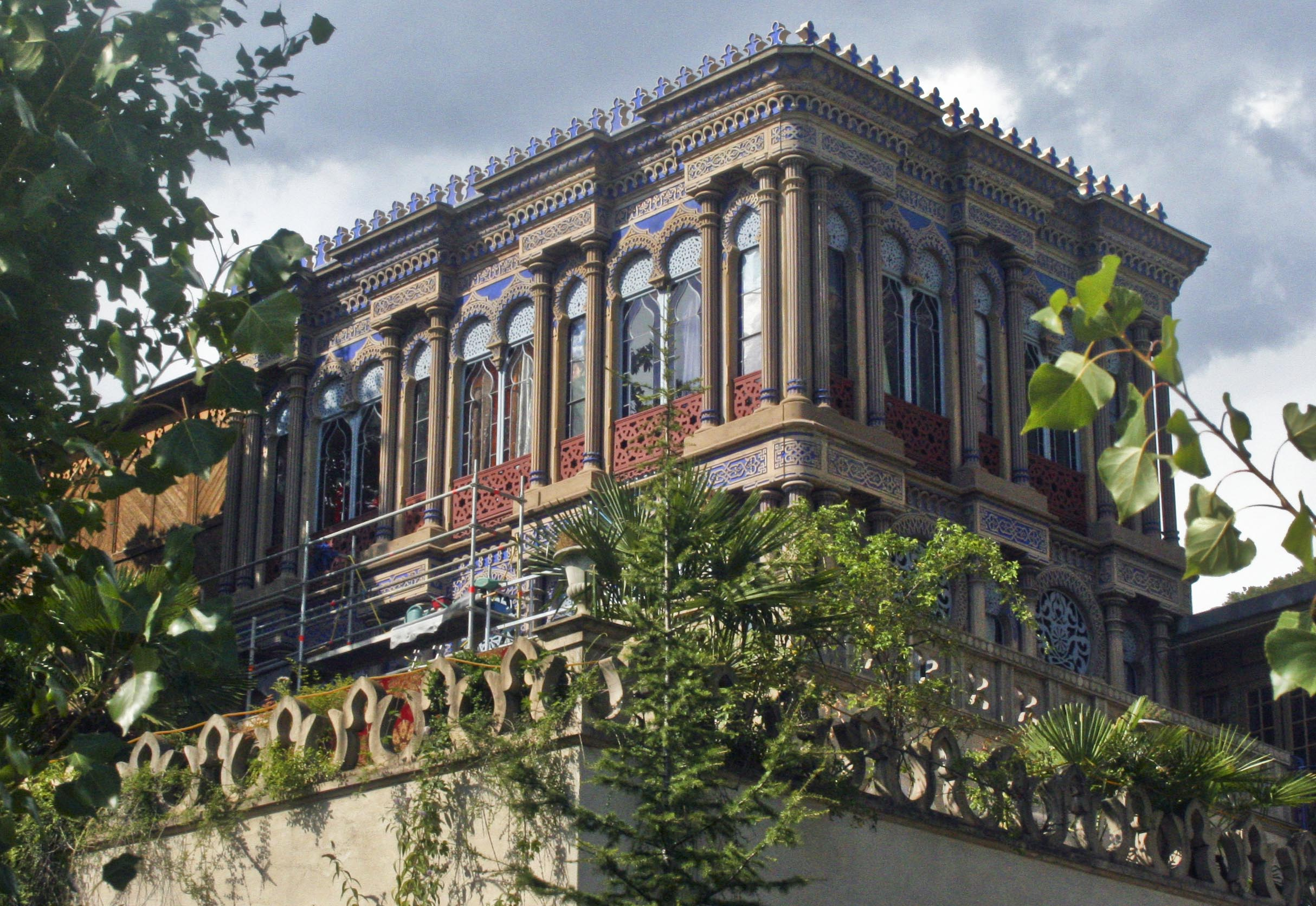
Vista da ornamentação restaurada do beiral

## Villa
Em 1855, Joseph Julien Cochard, residente de Grenoble, comprou um terreno ao longo do Isère, no sopé do Maciço da Chartreuse, para construir uma residência.
Foi projectado no estilo neo-islâmico, com fachadas elaboradas, elementos arquitectónicos e detalhes finos.
A villa foi concluída em 1867.